# 藤村真知子
藤村 真知子（ふじむら まちこ、1975年3月13日）は、近畿地方を拠点に活動している日本のフリーアナウンサー。昭和プロダクション所属。

## 来歴
愛媛県松山市出身。明治大学への進学後には東京アナウンスアカデミーにも通っていた。
明治大学文学部を卒業後、故郷の愛媛県にある南海放送 （RNB） に入社。同局で4年間アナウンサーを務めた後、2001年に南海放送を退社。昭和プロダクション所属のフリーアナウンサーになり、以後は近畿地方の番組を中心に活動している。

## 担当番組

### テレビ番組
- 特急！なんかいNEWSプラス1（南海放送）
- もぎたてテレビ（南海放送）
- もぎたま（南海放送）[要検証 – ノート]
- 県政ズームアップ（南海放送）[要検証 – ノート]
- ナイスデイ松山（南海放送）[要検証 – ノート]
- 夕方5時ですとっておき関西（NHK大阪放送局）
- こんにちは県警です（サンテレビ）

### ラジオ番組
- おはよう！ナイスモーニング[3]（RNBラジオ） - 月曜・火曜担当[4]
- きっとヒットパラダイス（RNBラジオ）
- Soね！山ちゃんどんどんワイド！[3]（RNBラジオ）
- ニュースTodayえひめ（RNBラジオ）
- Mのひととき（2003年 - 2005年、MBSラジオ）[5]
- MBSサタデーボックス2（MBSラジオ）[要検証 – ノート]
- MBSサタデーボックス（MBSラジオ）
- MBSサンデーボックス（MBSラジオ）
- MBS日曜玉手箱[6]（MBSラジオ）